# 中華人民共和国の国家元首一覧
中華人民共和国の国家元首一覧は、1949年の建国からの国家代表の一覧を挙げる。本項では、中華人民共和国主席の廃止期間（1975年-1982年）に国家元首として職務を遂行した全国人民代表大会常務委員会委員長も含める。現行の中華人民共和国憲法には国家元首の規定がなく、外交慣例上では国家主席は元首と同様の待遇を受けている。

## 国家元首の一覧
| 00－                                                    | 毛沢東 毛泽东 Mao Zedong       |        | 中国共産党 （第一世代）           | －                            | 1949年10月1日 - 1954年9月27日           | 4年 + 361日 | 党中央委員会主席 党中央軍事委員会主席   | 朱徳 劉少奇 宋慶齢 李済深 張瀾 高崗 | 周恩来        |
| 国家主席 (1954-1975)                                    |                                |        |                                   |                               |                                         |             |                                         |                                     |               |
| 代                                                      | 主席                           | 主席   | 所属政党 （派閥）                 | 期                            | 在任期間                                | 在任期間    | 備考                                    | 副主席                              | 総理          |
| 001                                                     | 毛沢東 毛泽东 Mao Zedong       |        | 中国共産党 （第一世代）           | 1                             | 1954年9月27日 - 1959年4月27日           | 4年 + 212日 | 党中央委員会主席 党中央軍事委員会主席   | 朱徳                                | 周恩来        |
| 002                                                     | 劉少奇 刘少奇 Liu Shaoqi       |        | 中国共産党 （第一世代）           | 2                             | 1959年4月27日 - 1965年1月3日            | 9年 + 187日 | 党中央委員会副主席                      | 宋慶齢 董必武                       | 周恩来        |
| 002                                                     | 劉少奇 刘少奇 Liu Shaoqi       | 3      | 中国共産党 （第一世代）           | 1965年1月3日 - 1968年10月31日 | 党中央委員会副主席任期満了前に解任      | 9年 + 187日 |                                         | 宋慶齢 董必武                       | 周恩来        |
| 00－                                                    | 宋慶齢 宋庆龄 Soong Ching-ling |        | 中国国民党革命委員会 （第一世代） | －                            | 1968年10月31日 - 1972年2月24日          | 5年 + 116日 | 国家主席代理 （副主席）                 | 宋慶齢 董必武                       | 周恩来        |
| 00－                                                    | 董必武 Dong Biwu               |        | 中国共産党 （第一世代）           | －                            | 1968年10月31日 - 1975年1月17日          | 6年 + 78日  | 国家主席代理 （副主席）                 | 宋慶齢 董必武                       | 周恩来        |
| 国家主席の廃止期 全国人民代表大会常務委員長 (1975-1983) |                                |        |                                   |                               |                                         |             |                                         |                                     | 周恩来        |
| 代                                                      | 委員長                         | 委員長 | 所属政党 （派閥）                 | 期                            | 在任期間                                | 在任期間    | 備考                                    | 第1副委員長                         | 総理          |
| 00－                                                    | 朱徳 朱德 Zhū Dé               |        | 中国共産党 （第一世代）           | 4                             | 1975年1月17日 - 1976年7月6日            | 1年 + 172日 | 元帥在任中に死去                        | 宋慶齢                              | 周恩来 華国鋒 |
| 00－                                                    | 宋慶齢 宋庆龄 Soong Ching-ling |        | 中国国民党革命委員会 （第一世代） | －                            | 1976年7月6日 - 1978年3月5日             | 1年 + 242日 | 委員長代行 （第1副委員長）              | （空席）                            | 華国鋒        |
| 00－                                                    | 葉剣英 叶剑英 Ye Jianying      |        | 中国共産党 （第二世代）           | 5                             | 1978年3月5日 - 1983年6月18日            | 5年 + 105日 | 元帥                                    | 宋慶齢                              | 華国鋒 趙紫陽 |
| 国家主席 (1983-現在)                                    |                                |        |                                   |                               |                                         |             |                                         |                                     |               |
| 代                                                      | 主席                           | 主席   | 所属政党 （派閥）                 | 期                            | 在任期間                                | 在任期間    | 備考                                    | 副主席                              | 総理          |
| 003                                                     | 李先念 Li Xiannian             |        | 中国共産党 （八大元老）           | 6                             | 1983年6月18日 - 1988年4月8日            | 4年 + 295日 | 党中央政治局常務委員                    | ウランフ                            | 趙紫陽        |
| 004                                                     | 楊尚昆 杨尚昆 Yang Shangkun    |        | 中国共産党 （八大元老）           | 7                             | 1988年4月8日 - 1993年3月27日            | 4年 + 353日 | 党中央政治局委員 党中央軍事委員会副主席 | 王震                                | 李鵬          |
| 005                                                     | 江沢民 江泽民 Jiang Zemin      |        | 中国共産党 （上海幇）             | 8                             | 1993年3月27日 - 1998年3月15日           | 9年 + 353日 | 党中央委員会総書記 党中央軍事委員会主席 | 栄毅仁                              | 李鵬          |
| 005                                                     | 江沢民 江泽民 Jiang Zemin      | 9      | 中国共産党 （上海幇）             | 1998年3月15日 - 2003年3月15日 | 党中央委員会総書記 党中央軍事委員会主席 | 9年 + 353日 | 胡錦濤                                  | 朱鎔基                              |               |
| 006                                                     | 胡錦濤 胡锦涛 Hu Jintao        |        | 中国共産党 （団派）               | 10                            | 2003年3月15日 - 2008年3月15日           | 9年 + 364日 | 党中央委員会総書記 党中央軍事委員会主席 | 曽慶紅                              | 温家宝        |
| 006                                                     | 胡錦濤 胡锦涛 Hu Jintao        | 11     | 中国共産党 （団派）               | 2008年3月15日 - 2013年3月14日 | 党中央委員会総書記 党中央軍事委員会主席 | 9年 + 364日 | 習近平                                  |                                     | 温家宝        |
| 007                                                     | 習近平 习近平 Xi Jinping       |        | 中国共産党 （習派）               | 12                            | 2013年3月14日 - 2018年3月17日           | 12年 + 28日 | 党中央委員会総書記 党中央軍事委員会主席 | 李源潮                              | 李克強        |
| 007                                                     | 習近平 习近平 Xi Jinping       | 13     | 中国共産党 （習派）               | 2018年3月17日 - 2023年3月10日 | 党中央委員会総書記 党中央軍事委員会主席 | 12年 + 28日 | 王岐山                                  |                                     | 李克強        |
| 007                                                     | 習近平 习近平 Xi Jinping       | 14     | 中国共産党 （習派）               | 2023年3月10日 - （現職）      | 党中央委員会総書記 党中央軍事委員会主席 | 12年 + 28日 | 韓正                                    | 李強                                |               |

### 国家名誉主席
| 代   | 主席                           | 主席 | 所属政党             | 在任期間                      | 在任期間 | 備考 |
| ---- | ------------------------------ | ---- | -------------------- | ----------------------------- | -------- | ---- |
| 00－ | 宋慶齢 宋庆龄 Soong Ching-ling |      | 中国国民党革命委員会 | 1981年5月16日 - 1981年5月29日 | 13日     |      |

## 国家元首の配偶者一覧
主席夫人（しゅせきふじん）は、中華人民共和国の国家主席の配偶者のことである。国家主席夫人は公的な役職ではないため、給与や公的職務は与えられていないが、一部の配偶者は独自の役割を果たした。
| 代 | 画像                                 | 夫人名                               | 国家元首                             | 所属政党                             | 在任期間                             | 備考                                                                                        |
| -- | ------------------------------------ | ------------------------------------ | ------------------------------------ | ------------------------------------ | ------------------------------------ | ------------------------------------------------------------------------------------------- |
| 1  |                                      | 江青                                 | 毛沢東                               | 中国共産党                           | 1954年9月27日- 1959年4月27日         | 国家主席夫人。文化大革命を指導した四人組の一人。 毛沢東没後に失脚し、服役中に自殺。         |
| 2  |                                      | 王光美                               | 劉少奇                               | 中国共産党                           | 1959年4月27日- 1968年10月21日        | 国家主席夫人。美貌と卓越した語学力から江青から疎まれた。 文化大革命で夫と共に迫害を受けた。 |
| -  |                                      | 何蓮志                               | 董必武                               | なし                                 | 1968年10月21日- 1975年1月17日        | 国家主席夫人代理。                                                                          |
| -  |                                      | 康克清                               | 朱徳                                 | 中国共産党                           | 1975年1月17日- 1976年7月6日          | 全人代常務委員長夫人。                                                                      |
| -  | （不在、1976年7月6日-1983年6月18日） | （不在、1976年7月6日-1983年6月18日） | （不在、1976年7月6日-1983年6月18日） | （不在、1976年7月6日-1983年6月18日） | （不在、1976年7月6日-1983年6月18日） | （不在、1976年7月6日-1983年6月18日）                                                        |
| 3  |                                      | 林佳楣                               | 李先念                               | 中国共産党                           | 1983年6月18日- 1988年4月8日          | 国家主席夫人。                                                                              |
| -  | （不在、1988年4月8日-1993年3月27日） | （不在、1988年4月8日-1993年3月27日） | （不在、1988年4月8日-1993年3月27日） | （不在、1988年4月8日-1993年3月27日） | （不在、1988年4月8日-1993年3月27日） | （不在、1988年4月8日-1993年3月27日）                                                        |
| 4  |                                      | 王冶坪                               | 江沢民                               | 中国共産党                           | 1993年3月27日- 2003年3月15日         | 国家主席夫人。                                                                              |
| 5  |                                      | 劉永清                               | 胡錦濤                               | 中国共産党                           | 2003年3月15日- 2013年3月14日         | 国家主席夫人。                                                                              |
| 6  |                                      | 彭麗媛                               | 習近平                               | 中国共産党                           | 2013年3月15日- （現職）              | 国家主席夫人。軍隊歌手。                                                                    |